# Antonín Schmidt (architekt)

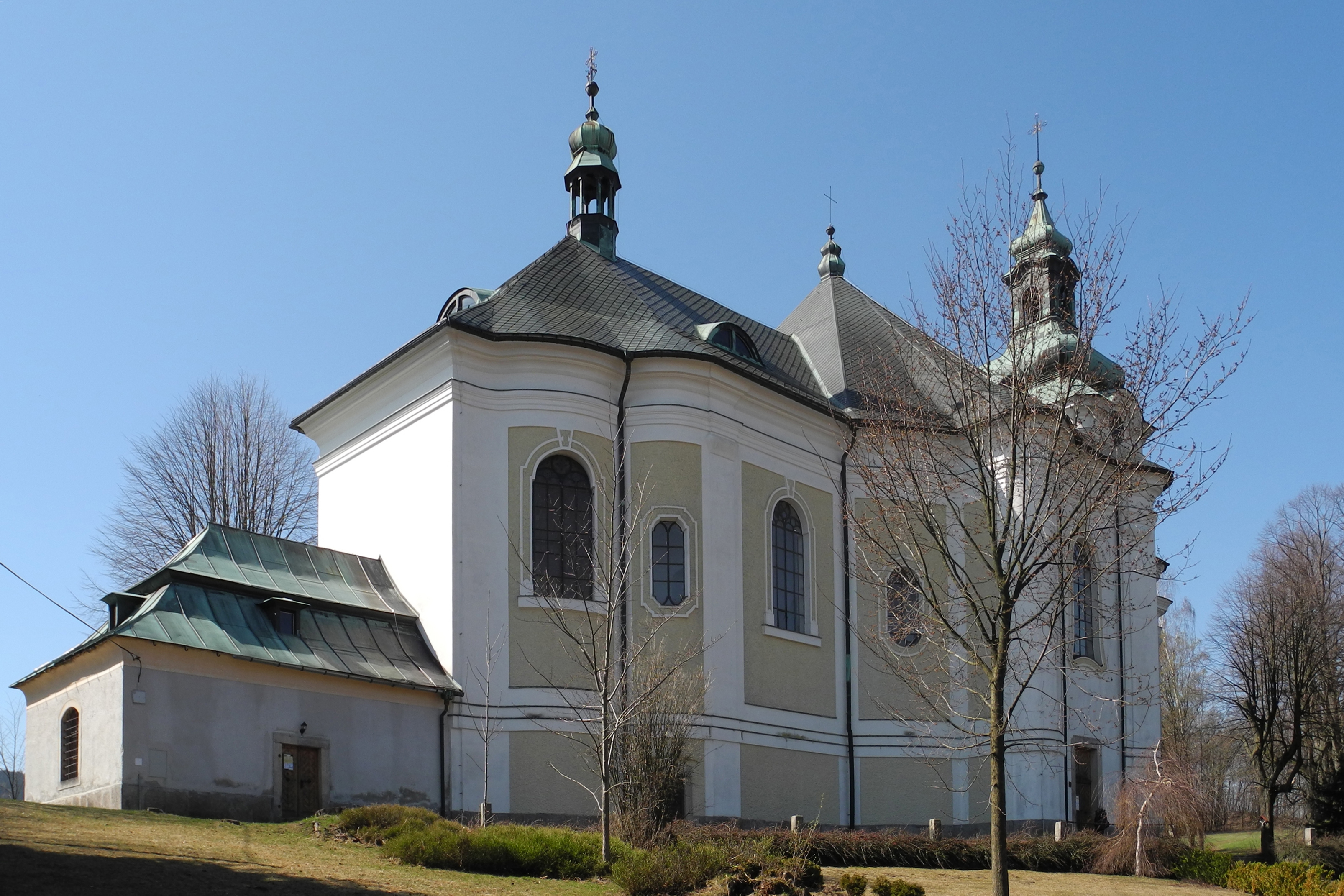
Kostel svatého Michaela archanděla ve Smržovce

Antonín Schmidt či Johann Anton Schmidt (1723, Praha-Malá Strana – 1783, neznámé místo) byl pražský architekt období pozdního baroka a klasicismu druhé poloviny 18. století. Mezi jím navrhované stavby patřily nejčastěji kostely, měšťanské domy a šlechtická sídla. K jeho nejvýznamnějším dílům se řadí kostel svatého Michaela archanděla ve Smržovce, kostel svatého Bartoloměje v Černoučku a Kounický palác na Malé Straně v Praze.

## Život
Architekt Antonín Schmidt se narodil roku 1723 na pražské Malé Straně v rodině malíře Jana Jiřího Schmidta (kolem 1691 – 1765). Pokřtěn byl 17. února 1723 jako Antonín Václav Schmidt. Patrně se nejprve vyučil malířem, poté studoval architekturu u Jana Ferdinanda Schora (1686–1767). Roku 1755 se oženil v malostranském kostele svatého Mikuláše s Josephou Böhmovou, dcerou místního sklenáře. Nejpozději od roku 1769 je uváděn jako „měšťan Malého Města pražského“. Následujícího roku se podruhé oženil s Ludmilou Kraussovou. S ní přivedl na svět čtyři potomky: Jana Antonína Štěpána (* 1771), Františka z Pauly Jana Eustacha (1777–1773), Marii Annu Františku (* 1775, † téhož roku) a Antonii Františku Helenu (1776–1777). Dospělosti se pravděpodobně dožil jen první syn Jan Antonín Štěpán. Přesné datum úmrtí Antonína Schmidta není známé, patrně zemřel roku 1783.

## Dílo
Antonín Schmidt patří k významným architektům období pozdního baroka a klasicismu. Známé jsou jeho stavby z let 1761–1783. Ve své tvorbě se soustředil především na sakrální stavby, měšťanské domy a šlechtická sídla. Jeho plány se vyznačovaly vysokou kvalitou výtvarného zpracování.
Dílo Antonína Schmidta (výběr)
- po roce 1760 – stavba kostnice v Pecce (zanikla na konci 19. století)
- 1761–1777 – stavba kostela svatého Prokopa v Sobčici
- 1764 – úpravy kostela svatého Martina v Mladé Vožici
- 1766 – stavební úpravy na Salmovském (Braunově) domě na Novém Městě v Praze
- 1766 – přestavba věže kostela svatého Václava v Chlumu u Nalžovic[3]
- 1766–1781 – kostel svatého Michaela archanděla ve Smržovce
- 1767 – stavba fary v Lobendavě
- 1769 – přestavba západního křídla Faustova domu na pražském Novém Městě a areál u kostela svatého Jana Nepomuckého na Skalce
- 1769 – stavba kaple svatého Jana Nepomuckého v Železném Brodě
- 1769–1774 – stavba kostela svatého Bartoloměje v Černoučku
- 1770–1771 – pravděpodobně stavba loveckého zámečku Šternberk u Brtníků (zbořen roku 1994)
- 1771–1781 – přestavba zámku v Zahrádkách
- 1772 – přestavba kostela svatého Petra a Pavla v Řeporyjích
- 1773–1775 – přestavba Kounického paláce na Malé Straně
- 1775–1777 – plány pro stavbu kaple svaté Anny na Anenském vrchu v Lobendavě
- 1776–1779 – přestavba koleje jezuitů na Karlově náměstí v Praze
- 1783 – plány na stavbu fary ve Velkém Šenově
- blíže neurčená stavba pivovaru ve Slaném

## Galerie

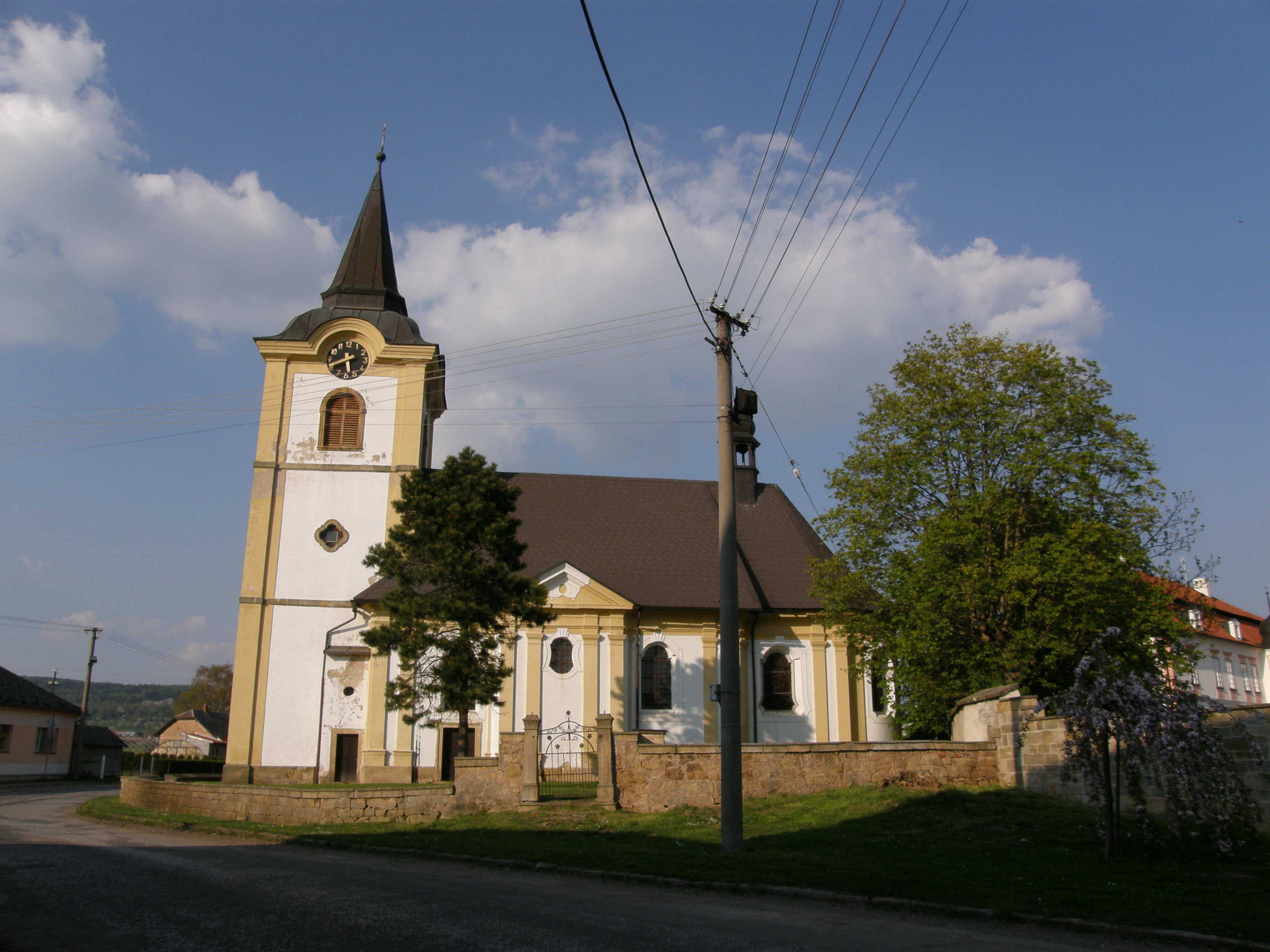
Kostel svatého Prokopa v Sobčicích
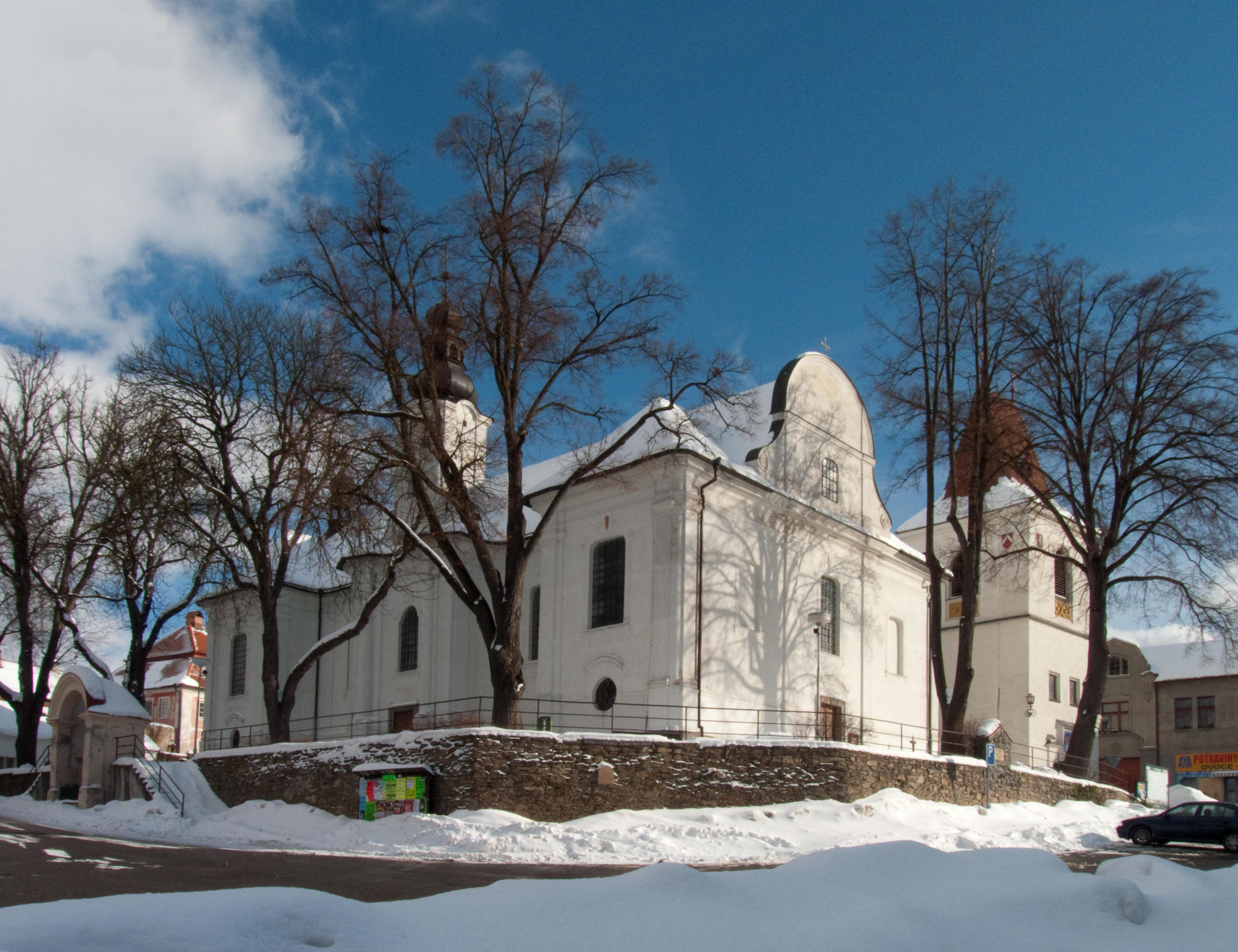
Kostel svatého Martina v Mladé Vožici
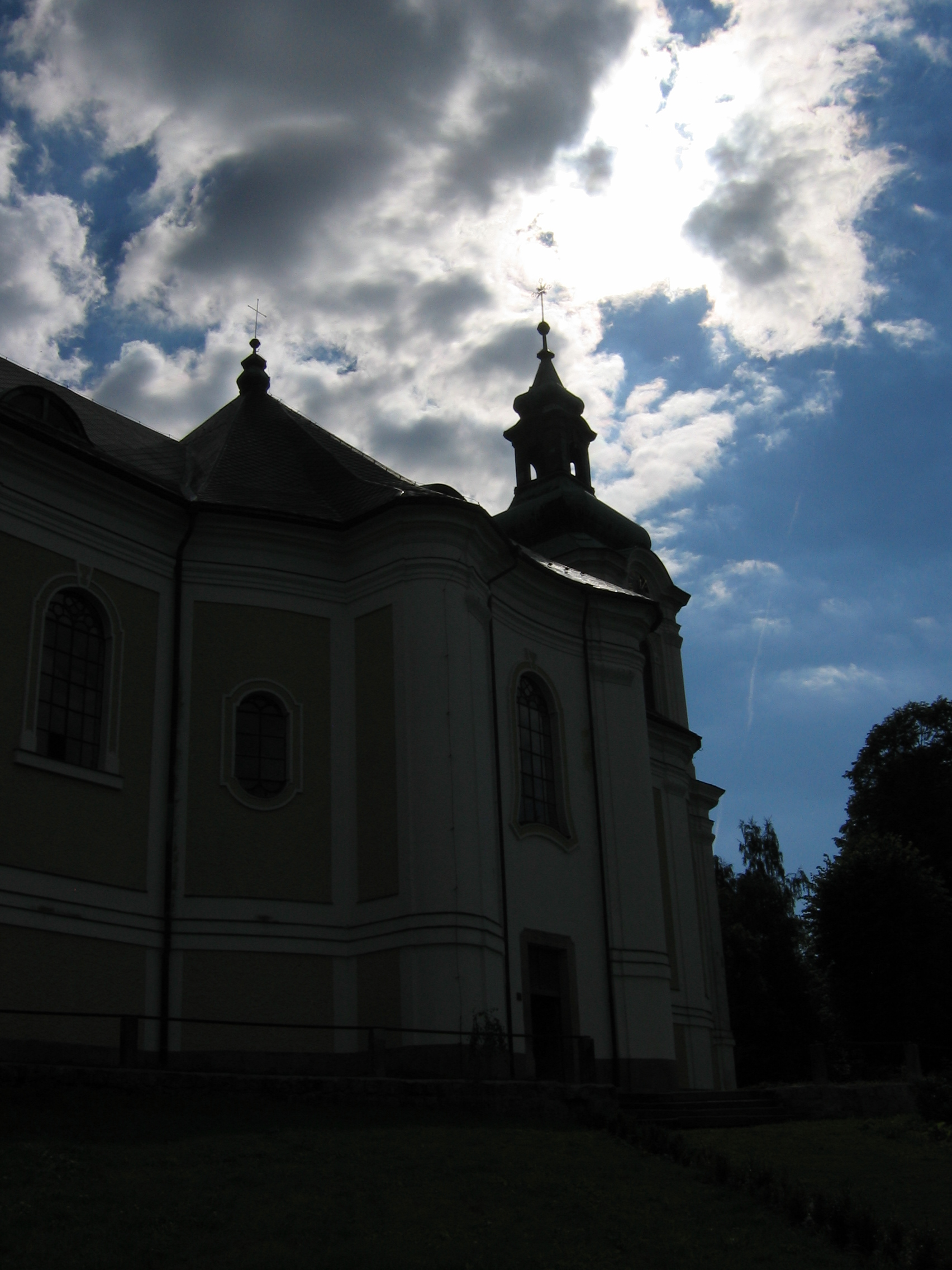
Kostel svatého Michaela archanděla ve Smržovce
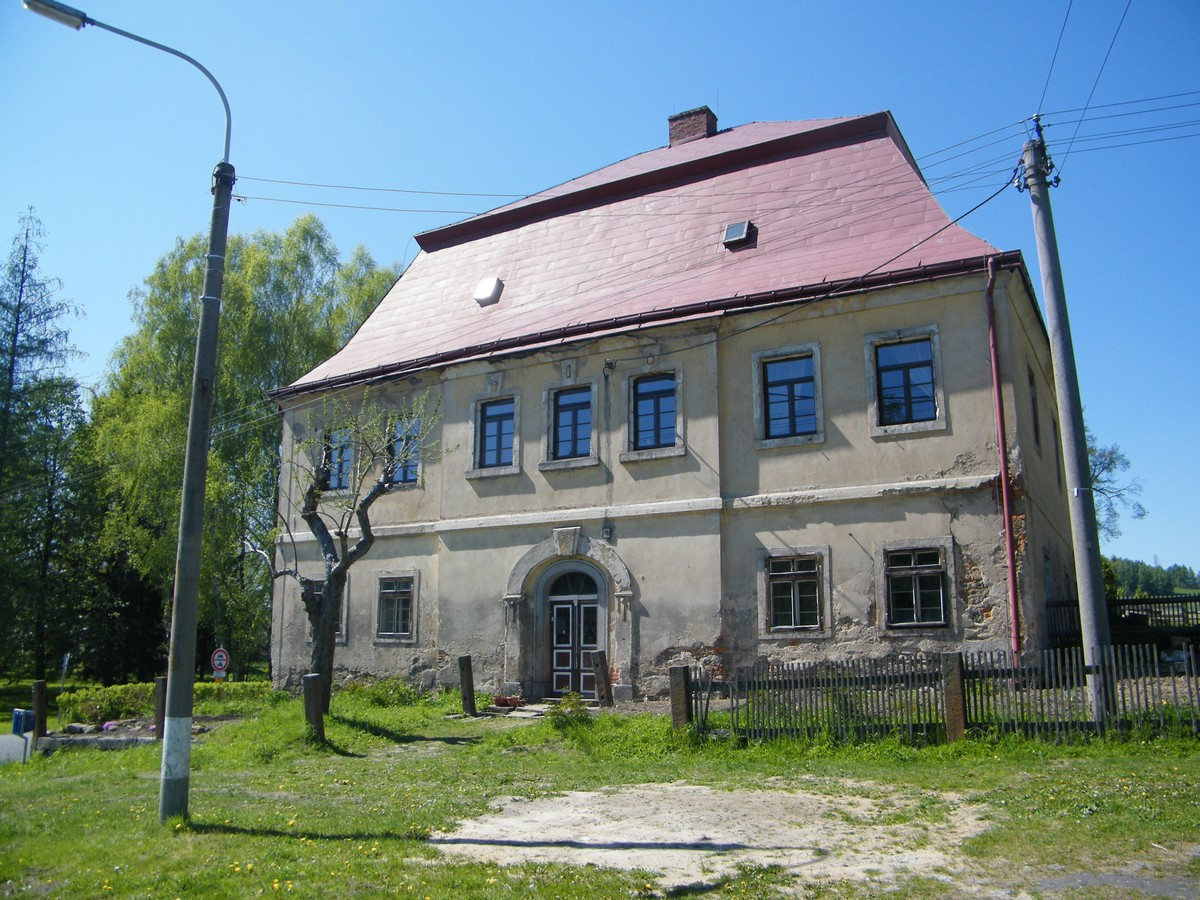
Fara v Lobendavě
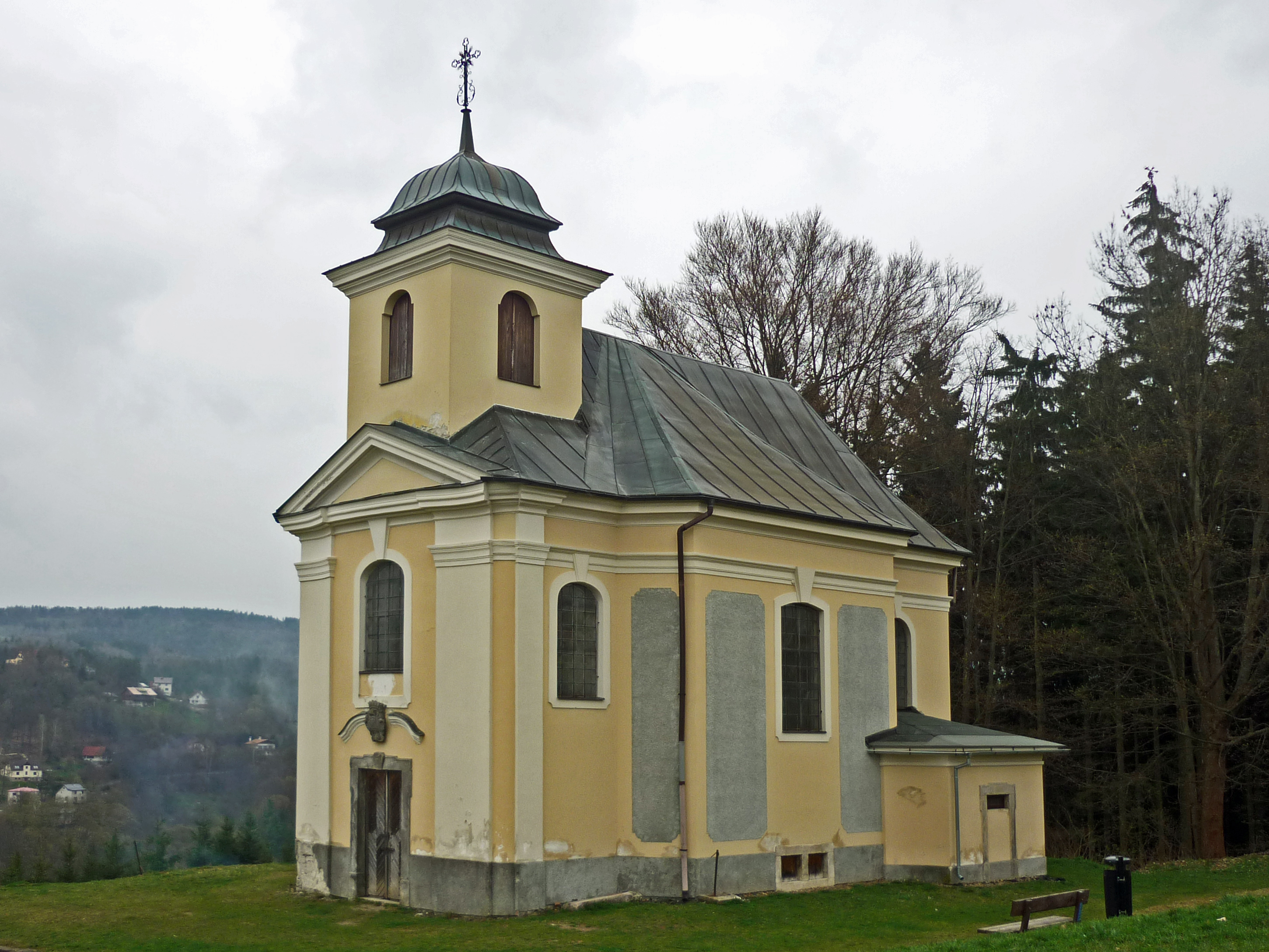
Kaple svatého Jana Nepomuckého v Železném Brodě
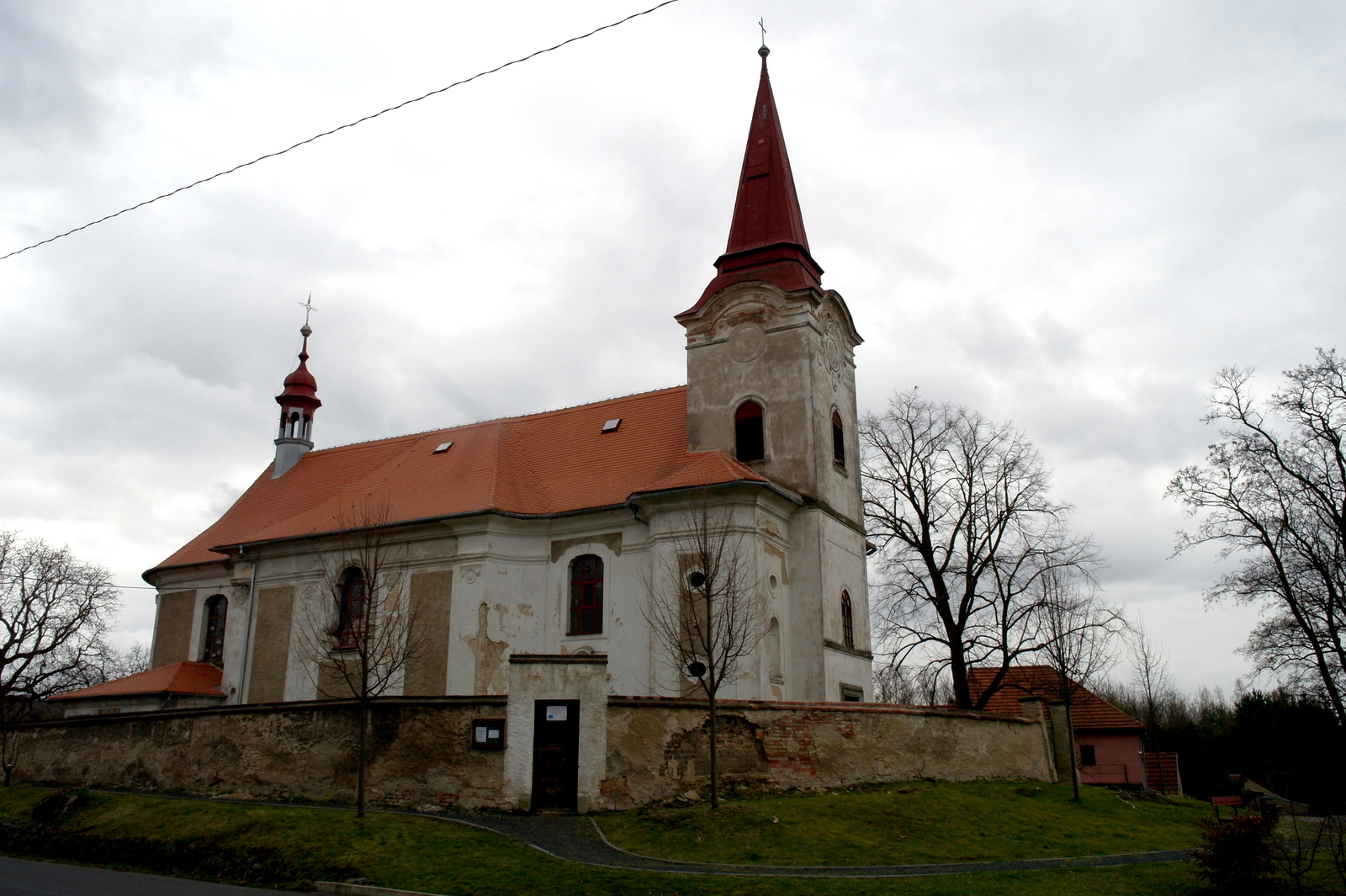
Kostel svatého Bartoloměje v Černoučku
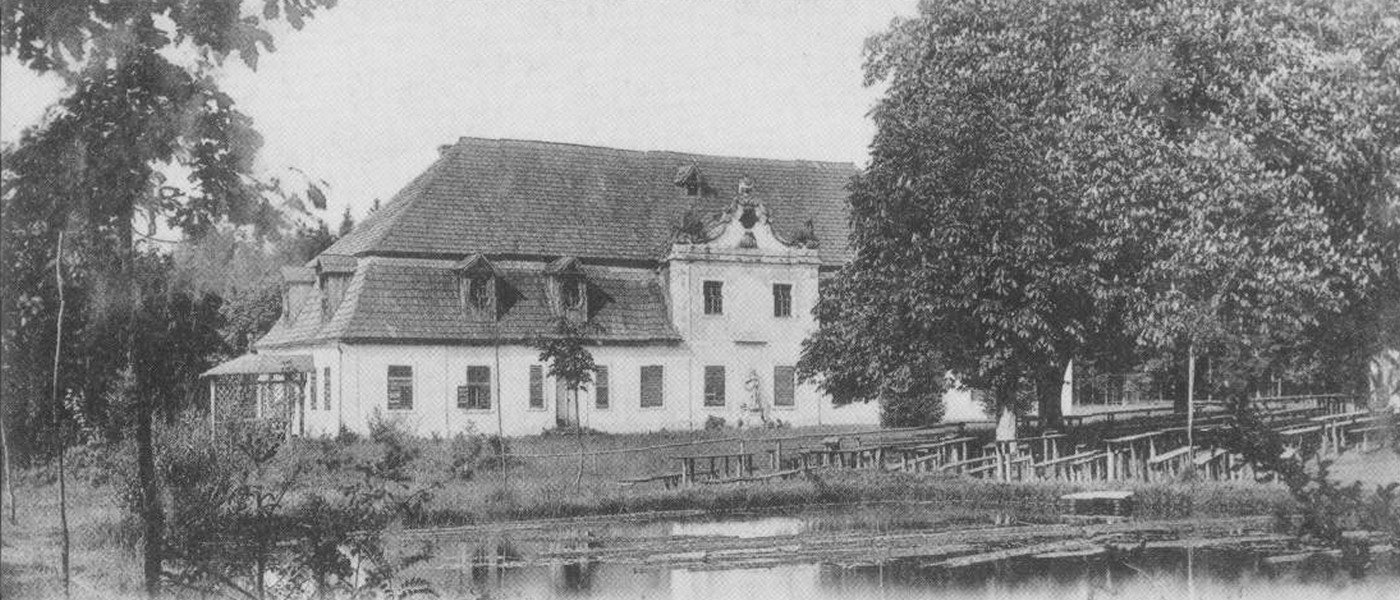
Lovecký zámek Šternberk u Brtníků
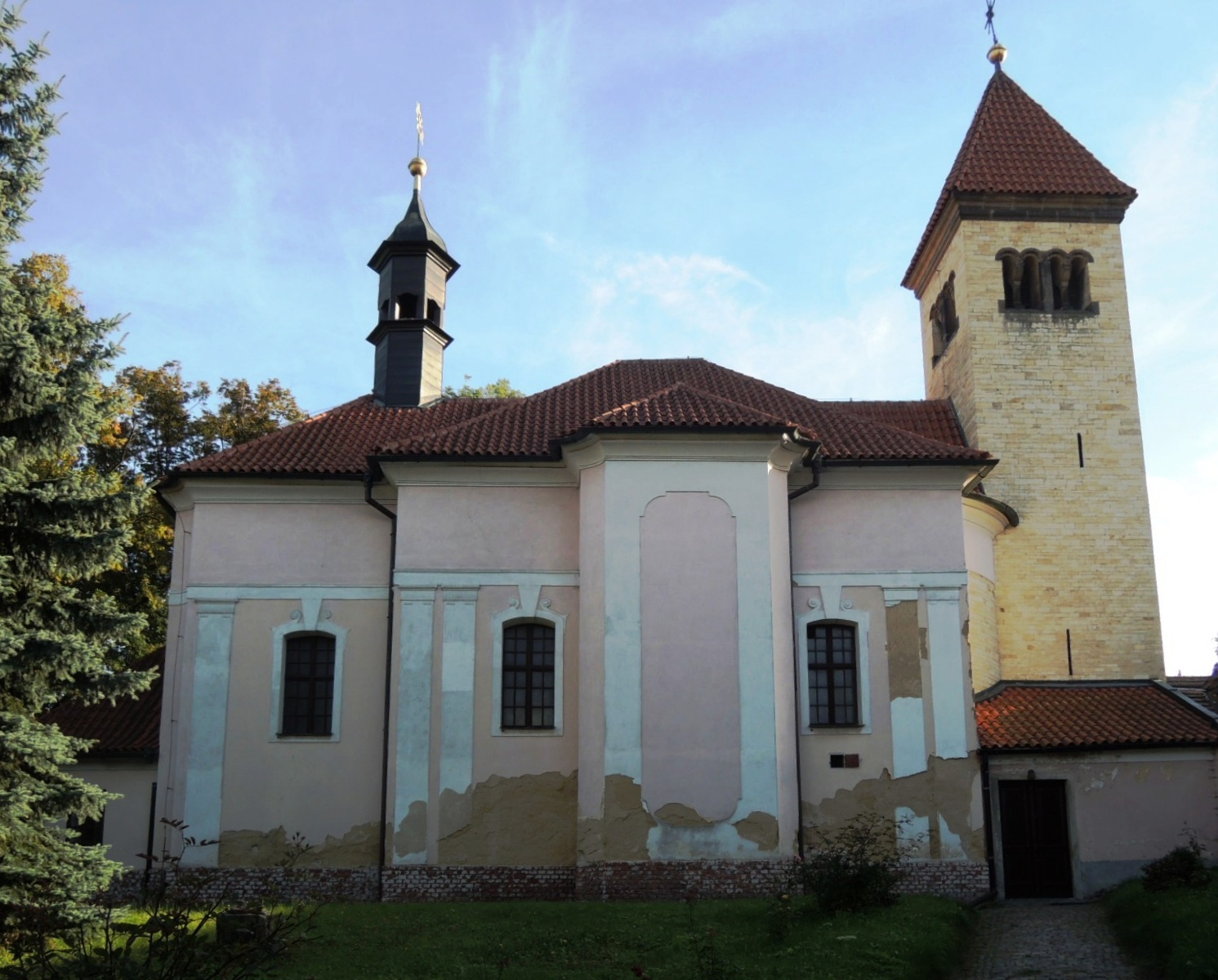
Kostel svatého Petra a Pavla v Řeporyjích
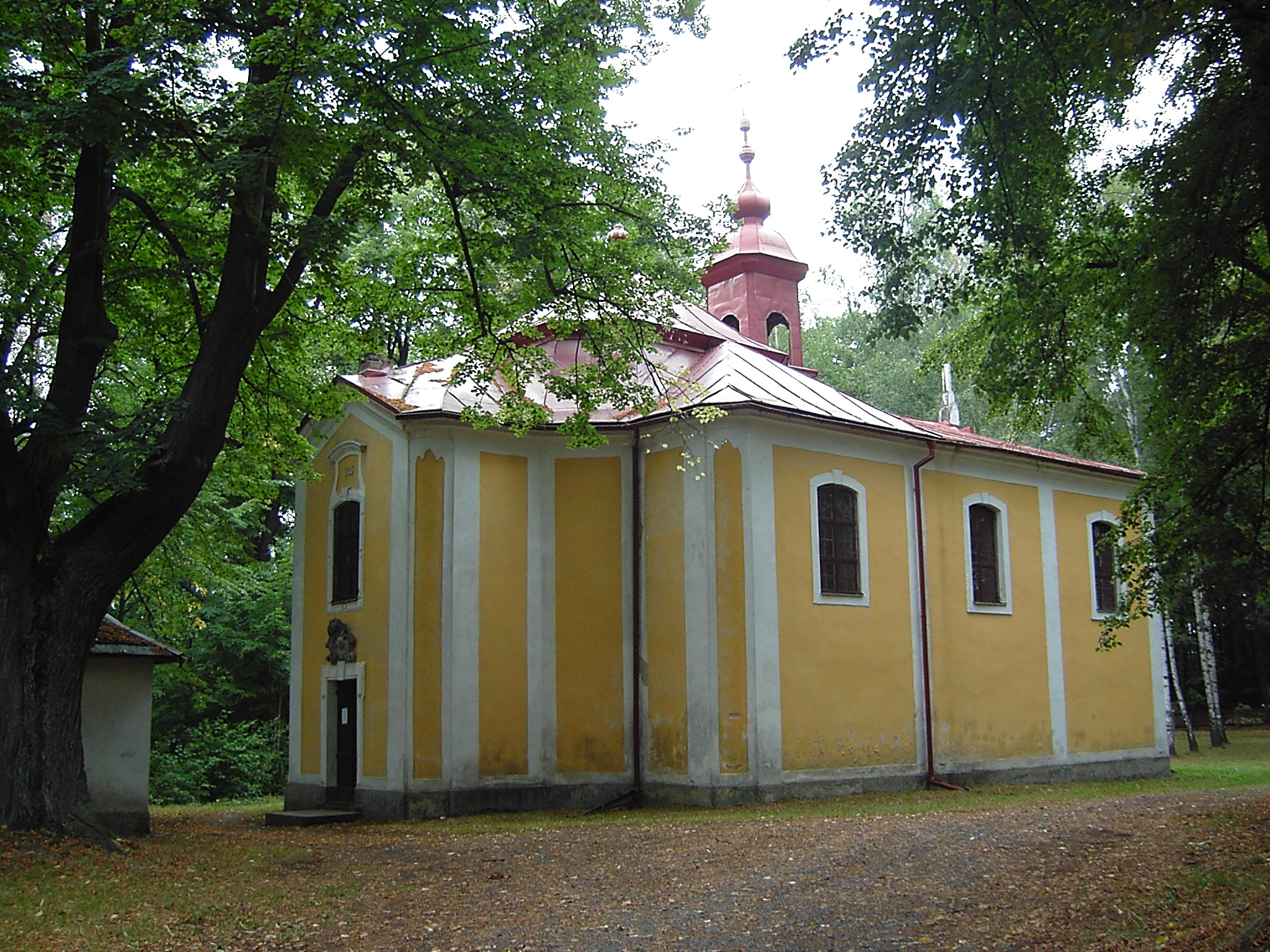
Kaple svaté Anny v Lobendavě
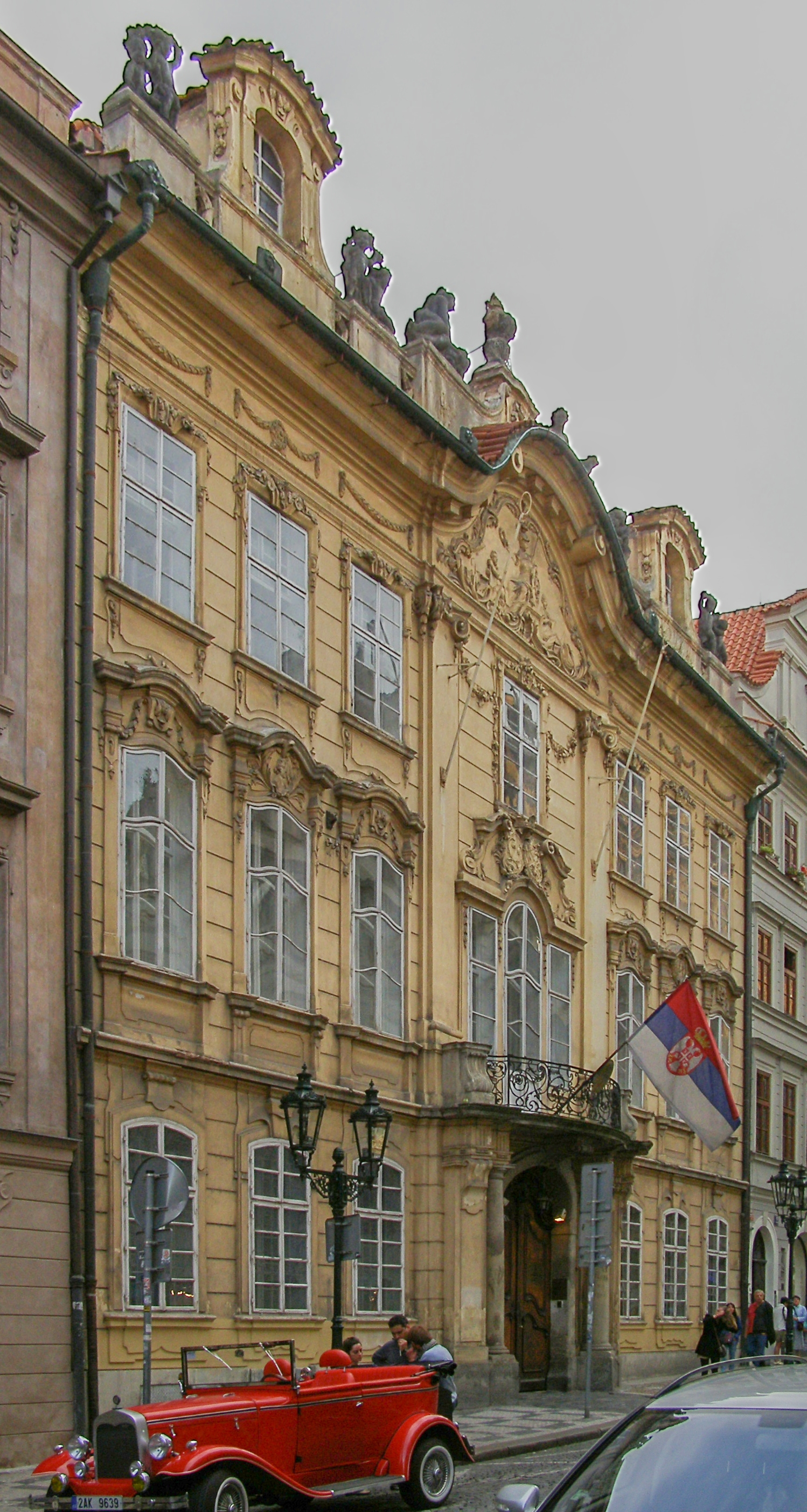
Průčelí Kounického paláce